# Aktiengesetz (Deutschland)
Das deutsche Aktiengesetz (AktG) regelt die Errichtung, die Verfassung, Rechnungslegung, Hauptversammlungen und Liquidation von Aktiengesellschaften sowie von Kommanditgesellschaften auf Aktien. Darüber hinaus ist das deutsche Konzernrecht im Aktiengesetz geregelt.

## Hintergründe
Das Aktiengesetz regelt die Rechte und Pflichten der auf Aktien basierenden Kapitalgesellschaften. Zusätzlich zum Aktiengesetz sind die Vorschriften des Handelsgesetzbuches und des Bürgerlichen Gesetzbuches anwendbar.
Durch seine Straf- und Bußgeldvorschriften in den §§ 399 ff.  gehört das Aktiengesetz auch zum Nebenstrafrecht. Inzwischen nehmen diese Strafvorschriften einen gewichtigen Teil im Wirtschaftsstrafrecht ein.
Mit dem Aktiengesetz löste der Bundesgesetzgeber das bis zum 31. Dezember 1965 geltende Gesetz über Aktiengesellschaften und Kommanditgesellschaften auf Aktien (Aktiengesetz) vom 30. Januar 1937 ab (RGBl. I S. 107). Zum Aktiengesetz wurde gleichzeitig das Einführungsgesetz zum Gesetz über Aktiengesellschaften und Kommanditgesellschaften auf Aktien (RGBl. I S. 166) erlassen.
Die aktuelle Fassung des Aktiengesetzes wird vom Einführungsgesetz zum Aktiengesetz – EGAktG vom 6. September 1965 (BGBl. I S. 1185) begleitet.

## Inhalt des Aktiengesetzes
1. Allgemeine Vorschriften (§§ 1–22)
2. Gründung der Gesellschaft (§§ 23–53)
3. Rechtsverhältnisse der Gesellschaft und der Gesellschafter (§§ 53a–75)
4. Verfassung der Aktiengesellschaft (§§ 76–149)
5. Rechnungslegung und Gewinnverwendung (§§ 150–176) – (§§ 177, 178 sind weggefallen)
6. Satzungsänderung, Maßnahmen der Kapitalbeschaffung und Kapitalherabsetzung (§§ 179–240)
7. Nichtigkeit von Hauptversammlungsbeschlüssen und des festgestellten Jahresabschlusses. Sonderprüfung wegen unzulässiger Überbewertung (§§ 241–261)
8. Auflösung und Nichtigerklärung der Gesellschaft (§§ 262–277)
9. Kommanditgesellschaft auf Aktien (§§ 278–290)
10. Unternehmensverträge (§§ 291–307)
11. Leistungsmacht und Verantwortlichkeit bei Abhängigkeit von Unternehmen (§§ 308–318)
12. Eingegliederte Gesellschaften (§§ 319–327)
13. Ausschluss von Minderheitsaktionären (§§ 327a–327f)
14. Wechselseitig beteiligte Unternehmen (§ 328)
15. Rechnungslegung im Konzern (inzwischen aufgehoben: §§ 329–393)
16. Sondervorschriften bei Beteiligung von Gebietskörperschaften (§§ 393a–395)
17. Gerichtliche Auflösung (§§ 396–398)
18. Straf- und Bußgeldvorschriften. Schlussvorschriften (§§ 399–410)